# ارنی والینگتون
ارنی والینگتون (انگلیسی: Ernie Wallington; ۸ ژوئیهٔ ۱۸۹۵ – ۱۵ فوریهٔ ۱۹۵۹) بازیکن فوتبال اهل بریتانیا بود.
از باشگاه‌هایی که در آن بازی کرده‌است می‌توان به باشگاه فوتبال آرسنال و باشگاه فوتبال واتفورد اشاره کرد.